# Chipre nos Jogos Olímpicos de Verão de 2016
Chipre participou dos Jogos Olímpicos de Verão de 2016, que foram realizados na cidade do Rio de Janeiro, no Brasil, entre os dias 5 e 21 de agosto de 2016.

## Natação
| Atleta                    | Prova           | Eliminatórias | Eliminatórias | Semifinal   | Semifinal   | Final       | Final       |
| Atleta                    | Prova           | Tempo         | Pos.          | Tempo       | Pos.        | Tempo       | Pos.        |
| ------------------------- | --------------- | ------------- | ------------- | ----------- | ----------- | ----------- | ----------- |
| Sotiria Neofytou          | 100 m borboleta | 1:02,91       | 37º           | Não avançou | Não avançou | Não avançou | Não avançou |
| Iacovos Hadjiconstantinou | 400 m livre     | 4:03,53       | 47º           | —           | —           | Não avançou | Não avançou |